# Julie Pontoppidan
Julie Pontoppidan (født 28. august 1996) er en dansk håndboldspiller der spiller som Playmaker i Franske Celles-sur-Belle. Hun har tidligere spillet for bl.a. HEI/VRI, Skovbakken, SK Aarhus, Aarhus United og Randers HK.
Hun har spillet mere end 30 kampe for det danske ungdomslandshold.